# Marcus Meibomius
Marcus Meibomius (ca. 1630 – 1710/1711) fue un erudito danés.

## Obra
Aunque más conocido como historiador de la música, Meibomius fue también anticuario, bibliotecario, filólogo y matemático.
Su más famoso trabajo, Antiquae musicae auctores septem de 1652, trata de la música griega en la antigüedad. En este libro se hallan impresos trabajos en griego original, con su propia traducción al latín de Aristóxeno, Cleonides (aunque estos atribuidos entonces a Euclides), Gaudentius, Nicómaco de Gerasa, Alypius, Bacchius Geron, y Arístides Quintiliano (este traducido por Marciano Capella). El libro lo dedicó a la reina Cristina de Suecia, que lo invitó a su corte.
Sus estudios en música antigua, de una magnitud verdaderamente enciclopédica, son considerados pioneros en la materia, no superados hasta el siglo veinte. Meibomius hasta habría intentado realizar conciertos recostruyendo la música griega clásica.
También escribió sobre textos bíblicos, sobre Diógenes Laercio y dejó un libro sobre los trirremes clásicos (Fabrica Triremium, 1671).
Meibomius fue un erudito original y curioso, quizás excéntrico, que a menudo suscitó la burla y la controversia. Sus opiniones sobre la Biblia no se han conservado; en relación con su interés por los trirremes, sobre la misma se extendió un gran velo de oscuridad hasta mucho tiempo después de su muerte.

## Trabajos
- Antiquae Musicae Auctores Septem. Graece et Latine (1652)
- De Proportionibus (1655), trabajo atacado John Wallis en su Adversus Meibomium, de proportionibus dialogus (1657)
- Liber de Fabrica Triremium (1671)
- Davidis psalmi X (1690)
- Diogenes Laertius (1692)
- Davidis Psalmi duodecim, & totidem Sacrae Scripturae Veteris Testamenti integra capita (1698)

Rerum Germanicarum tomo I (viejas historias alemanas) es citado en el texto de Anton Gottfried Schlichthaber, "Mindische Kirchengeschichte" 1753 III. Theil 3. Stück S. 230 weist auf den Fundations-Brief der Kirche zu Lahde hin.